# Comuna Voineasa, Vâlcea
Voineasa este o comună în județul Vâlcea, Oltenia, România, formată din satele Valea Măceșului, Voineasa (reședința) și Voineșița. Se află la limita regiunilor istorice Transilvania și Oltenia. Orașul minier Petrila din județul vecin Hunedoara se află la vest de aceasta.

## Așezare geografică
Voineasa este o localitate montană din nordul județului Vâlcea, la aproximativ 80 km de municipiul Râmnicu Vâlcea (reședința județului), situată pe valea râului Lotru, în sudul munților cu același nume, la o altitudine de 600–800 metri.
Climatul localității este tipic depresiunilor intramontane, cu veri răcoroase (temperatura medie a lunii iulie este de 14 °C), ierni reci (temperatura medie a lunii ianuarie este de -7 °C) și precipitații anuale de aproximativ 800 mm.

## Istoric
Localitatea Voineasa este atestată documentar la 1 august 1496, fiind astfel cea mai veche așezare de pe Valea Lotrului.

## Demografie
Componența etnică a comunei Voineasa
     Români (90,77%)
     Alte etnii (0,16%)
     Necunoscută (9,07%)
Componența confesională a comunei Voineasa
     Ortodocși (89,79%)
     Alte religii (0,65%)
     Necunoscută (9,56%)
Conform recensământului efectuat în 2021, populația comunei Voineasa se ridică la 1.224 de locuitori, în scădere față de recensământul anterior din 2011, când fuseseră înregistrați 1.455 de locuitori. Majoritatea locuitorilor sunt români (90,77%), iar pentru 9,07% nu se cunoaște apartenența etnică. Din punct de vedere confesional, majoritatea locuitorilor sunt ortodocși (89,79%), iar pentru 9,56% nu se cunoaște apartenența confesională.

## Politică și administrație
Comuna Voineasa este administrată de un primar și un consiliu local compus din 9 consilieri. Primarul, Gabriel-Sebastian Năstăsescu[*], de la Partidul Social Democrat, este în funcție din 2016. Începând cu alegerile locale din 2024, consiliul local are următoarea componență pe partide politice:
|  | Partid                          | Consilieri | Componența Consiliului | Componența Consiliului | Componența Consiliului |
|  | ------------------------------- | ---------- | ---------------------- | ---------------------- | ---------------------- |
|  | Partidul Național Liberal       | 3          |                        |                        |                        |
|  | Partidul Social Democrat        | 3          |                        |                        |                        |
|  | Partidul PRO România            | 1          |                        |                        |                        |
|  | Alianța pentru Unirea Românilor | 1          |                        |                        |                        |
|  | Forța Dreptei                   | 1          |                        |                        |                        |

## Turism montan
În comuna Voineasa funcționează o stațiune climaterică și de odihnă de interes general cu funcționare permanentă. Principalul factor natural de cură îl reprezintă climatul tonic, cu aer curat, lipsit de praf și alergeni și ionizarea accentuată a atmosferei, datorată pădurilor de conifere care înconjoară localitatea.
Stațiunea este recomandată atât pentru odihnă, cât și pentru tratarea asteniilor nervoase, a stărilor de debilitate, de surmenaj fizic și intelectual, a anemiilor secundare, a bolilor aparatului locomotor și ale căilor respiratorii, dispunând de o bază de tratament modernă si bine utilată. Cazarea se face în hoteluri și vile moderne. Pentru petrecerea plăcută a timpului, stațiunea mai dispune și de terenuri de tenis, baschet și handbal, sală de spectacole de teatru și cinema.
Din Voineasa pornesc diverse trasee turistice către Cataractele Lotrului, pădurea rezervației naturale Latorița, hidrocentrala de la Ciunget și lacul de acumulare Vidra (pe râul Lotru).
Pe râurile din zonă se poate practica pescuitul păstrăvului.
Partia de ski este una dintre cele mai moderne din tara, fiind preferata de iubitorii sporturilor de iarna pentru calitatea si peisajele impresionante din jurul acesteia.
Proiectul Pârtiei Transalpina Ski are o capacitate de transport de 2.200 persoane pe oră și include:
- Instalații Leitner,
- 2 telegondole, unite de statia intermediara de la cota 1.850 m
- 94 cabine (capacitate: 8 persoane),
- Stație bază la cota 1.320 m, intermediară cu debreiere și schimbare de direcție la 1.850 m,
- Stație top debarcare 1.974 m,
- 1 telescaun de patru locuri, cu o capacitate de 1.200 pers/oră,
- 2 teleschiuri,
- Lac artificial de acumulare de 120.000 mc (cel mai înalt de acest gen din țară),
- 10 tunuri de zăpadă mobile,
- O pădure de lancii de-a lungul pârtiei, care asigură suplimentarea stratului de zăpadă și păstrarea ei în bune condiții,
- Terasă la bază, pentru spații de servicii de alimentație publică, gen fast food și apreski,
- Grupuri sanitare ultramoderne
- Refugii salvamont,
- Punct de prim ajutor și spațiu pentru Jandarmerie Montană,
- Garaj utilaje,
- Parcare supra-etajată, cu 5 nivele și o capacitate de 400 de  autovehicule
- Drum de acces din strada principală
- http://www.domeniulschiabiltransalpina.ro/ Arhivat în 31 ianuarie 2020, la Wayback Machine.
- http://www.alpinaski.ro/ Arhivat în 1 noiembrie 2019, la Wayback Machine.

## Personalități născute aici
- Cristian Presură (n. 1971), fizician, inventator, autor, cercetător;
- Alexandru Ionuț Popescu (n. 1998), fotbalist.